# إرنست ألبرشت
إرنست ألبرشت (بالألمانية: Ernst Albrecht) هو سياسي ألماني، ولد في 29 يونيو 1930 في هايدلبرغ في ألمانيا، وتوفي في 13 ديسمبر 2014 في بورغدورف في ألمانيا بسبب مرض آلزهايمر. حزبياً، نشط في الاتحاد الديمقراطي المسيحي. وقد انتخب رئيس البوندسرات (1 نوفمبر 1985 – 31 أكتوبر 1986) وانتخب عضو مجلس الشورى الموحد من ولاية سكسونيا السفلى وانتخب رئيس وزراء ساكسونيا السفلى ‏ (1976 – 1990).

## روابط خارجية
- إرنست ألبرشت على موقع مونزينجر (الألمانية)
- إرنست ألبرشت على موقع ميوزك برينز (الإنجليزية)
- إرنست ألبرشت على موقع ديسكوغز (الإنجليزية)